# Cyrtocymura mattos-silvae
Cyrtocymura mattos-silvae là một loài thực vật có hoa trong họ Cúc. Loài này được (H.Rob.) H.Rob. mô tả khoa học đầu tiên năm 1987.